# Uniramidesmus alveolatus
Uniramidesmus alveolatus är en mångfotingart som beskrevs av Mikhaljova 1979. Uniramidesmus alveolatus ingår i släktet Uniramidesmus och familjen plattdubbelfotingar. Inga underarter finns listade i Catalogue of Life.